# 多田玲子
多田 玲子（ただ れいこ、1976年 - ）は、日本の映像作家、イラストレーター。福岡県出身。

## 作成作品一覧

### みんなのうた
- ◆は5分間1曲枠の楽曲。
- うんだらか うだすぽん / ハナレグミ と うんだらか楽団（2017年8月・9月放送）

### 書籍
- 100万回死んだねこ 覚え違いタイトル集（福井県立図書館・編、2021年） - 表紙・イラスト[1]

### マスコットキャラクター
- 福井県立図書館「司書猫「れふぁにゃん」」（2022年） - 上記『100万回死んだねこ』表紙より起用[1]